# Convenzione di Londra sugli Stretti
La convenzione di Londra sugli Stretti venne conclusa il 13 luglio 1841 dalle grandi potenze europee – Russia, Gran Bretagna, Francia, Austria e Prussia – per impedire il passaggio di tutte le navi da guerra attraverso gli stretti del Bosforo e dei Dardanelli, ad esclusione, in caso di conflitto, di quelle dell'Impero ottomano e dei suoi alleati.
La convenzione avvantaggiò soprattutto la potenza navale britannica, al tempo esercitante la propria egemonia sulla potenza ottomana, ai danni della Russia, la quale, a differenza della flotta inglese, non disponeva più in questo modo di un accesso diretto al Mar Mediterraneo.
La convenzione di Londra sugli Stretti, tra le altre cose, fu anche uno strumento per puntellare la sovranità dell'Impero ottomano e scongiurare il pericolo di un suo collasso.
La navigazione degli stretti sul Bosforo e dei Dardanelli è oggi regolata dalla convenzione di Montreux del 1936.